# Цивилизация
Вижте пояснителната страница за други значения на Цивилизация.
Цивилизацията (от латински: civis, „гражданин“) е комплексно общество, характеризиращо се с градско развитие, обществено разслоение, символни форми на комуникация (обикновено писменост) и усещане за отделяне от природната среда и контрол над нея.
Терминът е доста противоречив и нелесен за дефиниране. Първите опити да даде научно обяснение на думата цивилизация прави шотландският учен и философ Адам Фергюсън, който под този термин разбира стадий в развитието на човечеството, който се характеризира с разделение на труда, съществуването на класи, а също така строежът на градове, наличие на писменост и други подобни. Тогава започва да се прави разделението варварство – цивилизация, което се ползва с популярност в края на XVIII – началото на XIX век, но в края на XIX – началото на XX век понятието добива по-широк смисъл и се доближава до понятието култура.

## Значения на думата
- Според най-кратката, буквална дефиниция, цивилизация е сложно, комплексно общество. Технически антрополозите различават цивилизации, при които много от хората живеят в градове и добиват храната си чрез земеделие, за разлика от групови и племенни общества, в които хората живеят в малки селища или номадски групи и се препитават чрез събирачество, лов, или дребно градинарство. Използвана в този смисъл, думата цивилизация е особен термин, който може да бъде отнесен само към някои определени човешки общества.

- В по-широк смисъл думата цивилизация често може да бъде отнесена към дадено общество, без значение дали то е сложно, комплексно и градоустроено, или просто и племенно. В този смисъл терминът не е толкова особен като предния – употребена в този смисъл, думата цивилизация е почти синоним на култура.

- Думата цивилизация понякога може да бъде отнесена към човечеството като цяло, например „Ядрен конфликт би затрил цивилизацията“ или „Щастлив съм, че след 3 седмици лутане из дивата природа се завърнах обратно в цивилизацията“. В този си смисъл думата се отнася до глобалната цивилизация.

- Цивилизация също така може да означава и стандарт на поведение, подобно на етика. Цивилизованото поведение е в контраст с „варварското“ или грубото държание. В този смисъл, терминът цивилизация съчетава изтънченост и усъвършенстване.

### Комплексни към по-прости общества
Друга употреба на думата цивилизация комбинира първото и четвъртото значение на думата, означавайки, че сложно устроените общества са по-висши от по-просто устроените. Тази гледна точка често се открива при расизма и империализма. Силните общества винаги са вярвали, че тяхно право е да „цивилизоват“, или да доминират културно по-слабите(варвари). Този акт на цивилизиране на по-слабите често бива наричан Бремето на белия човек/бялата раса (White Man's Burden) Тази статия разглежда думата цивилизации преди всичко в първия, тесен смисъл. Вижте култура, общество, етикет и етноцентризъм, както и теми, свързани с по-широките им значения.
През 1700-те и началото на 1800-те, думата цивилизация се използва само в единствено число, никога в множествено, защото означава прогреса на човечеството като цяло. Днес в множествено число, цивилизации, терминът се използва да означи култури, както в научните среди, така и в разговорния език. Въпреки това думите цивилизация и култура не са синоними и едната не може да бъде заменена с другата. Цивилизацията не е винаги нещо положително и невинаги означава подобрение. Тя невинаги е в съгласие с човешката същност, с човешката натура. Пример за това са писанията на Жан-Жак Русо, които дават начало на философски течения и подходи като тези на Сьорен Киркегор и Фридрих Ницше. За тях културите (в множествено число) са естествени организми, които не могат да се определят като съзнателни и рационални, а по-скоро като „народен дух“, докато цивилизациите са израз на материалния прогрес, и по тази причина неестествени, водещи до алчност, завист и лъжливи ценности. Някои други философи, като Лео Щраус, смятат, че тези възгледи дават началото на нацизма и немският милитаризъм и нихилизъм.
Съществуват две гледни точки по отношение на това какво е цивилизация. Едната разглежда цивилизацията като напълно материална, докато другата – като материална и етична. Според някои философи кризите настъпват, когато човечеството губи етичната концепция, етичната страна на цивилизацията.

## Характеристики на цивилизацията

### Доиндустриални общества
Цивилизация означава буквално сложно/комплексно общество, разграничено от простите общества. Първите общества, оставили достатъчно материални следи, за да могат да бъдат наречени древни цивилизации, са обитавали Шумер, Египет, Индия и Китай. Всички цивилизации зависят от земеделието и селското стопанство като цяло. Първите земеделски цивилизации възникнали по долините на р. Нил, Ефрат и Тигър през V век пр. Хр. Отглеждането на храна във фермите носи свръх количества, които след това могат да бъдат съхранени в случай на неплодородни години. Това също така позволява на някои хора да се занимават с други дейности като занаятчийство, духовенство и други. Това води до разделение на труда и разнообразна човешка дейност, което е една от основните характеристики на цивилизацията. Възможно е свръх производството да идва преди одомашняването на растения и животни.
Цивилизациите също така имат много по-различни характеристики що се отнася до установяването на място за постоянно заселване. Самата дума цивилизация означава „град, живот в град“. За разлика от други общности, цивилизациите имат много по-комплексна структура и най-вече обособяването на класи, което е друга съществена черта. Икономически, цивилизациите имат по-комплексна структура и що се отнася до собствеността, размяната и организацията на обществото. Живеейки за постоянно на едно място, позволява на хората да имат собственост над земята и тези, които не произвеждат храна, да разменят други стоки за храна. Ранните цивилизации разработват парите (монетите) като средство за размяна, което спомага за цялостната организация на обществото.
Писмеността, разработена най-напред от шумерите, се счита за крайъгълен камък на цивилизациите, защото спомага за установяването на бюрократична и административна система. Писмеността улеснява комуникацията, която се оказва съществена в по-големите градове.
Исторически погледнато, всички цивилизации споделят някои от следните отличителни черти:
- напреднали земеделски техники като човешки труд, сеитба, и напояване. Това позволява на земеделците да произвеждат излишък от реколта, който не е необходим за собствено им оцеляване;
- интензивни земеделски техники, такива като човешката сила, смяната на културите и напояването, позволяват на земеделците да произведат излишък на хранителни продукти, които не са непременно нужни за тяхното съществуване.

Появата и развитието на земеделието след епохата на неолита води до нова организация на пространството и човешката дейност. Тези общества се отличават с пет основни и пет второстепенни характеристики.

### Основни характеристики
- Съществуване на град (уседналост на населението)
- Специализация на трудовата дейност
- Концентрация на излишък от произведени блага
- Класова структура (йерархия)
- Държавна организация (държава)

### Второстепенни характеристики
- Огромни култови сгради
- Търговия с далечни земи
- Монументални произведения на изкуството
- Писменост (счетоводство, регистри)
- Научно познание (математика, геометрия, астрономия)